# 菲利佩·马萨
费利佩·马萨（葡萄牙語：Felipe Massa，1981年4月25日—），巴西前一级方程式车手，曾效力于索伯车队、法拉利车队、威廉姆斯车队，他也是F1歷史上著名的巴西車手。

## 早期职业生涯
马萨生于巴西的圣保罗州，9岁时开始参加国际卡丁车大赛，并在第一个赛季就取得了第4名。在参加了巴西国内和国际的卡丁车大奖赛7年后，他在1998年首次参加巴西雪佛莱方程式锦标赛，并获得第5。接下来的一个赛季，他获得了10个分站赛中的3个冠军，并赢得了这项比赛最终的胜利。馬薩在少年時代就對賽車有著極强的興趣和天賦。他從8 歲就開始參加國家卡丁車大賽，並在第一個賽季就取得了冠軍。他的母親埃雷娜曾這樣回憶兒子的賽車天賦，“家裡開派對時，他總期待幫助看管車，他會把車一輛緊挨一輛停在一起，只留很小的間距，還辯解說是為了防小偷”
2000年，他来到欧洲，赢得了意大利雷诺方程式与欧洲雷诺方程式系列赛冠军。虽然有机会参加3级方程式赛车锦标赛，马萨却选择了参加方程式3000欧洲系列赛，并获得了8次分站赛中的6次冠军，5次创造最快圈速。
2001年，一级方程式裏著名的「伯樂」皮特·索伯給了马萨試駕索伯车队賽車的機會，不錯的成績讓皮特·索伯對他充滿了信心，随后与马萨签定正式合约。

## 一级方程式

### 索伯（2002, 2004-2005）
马萨在他的首個賽季中表現不俗，在西班牙站獲得第五名，但這不足以保住他在賽場上的位置。2003年皮特·索伯推薦他去法拉利車隊擔任測試車手，目的是讓他磨練一年後再回索伯车队車隊。這對他的駕駛技巧有很大幫助：他增加了頂級賽車的試駕機會和豐富的 普利司通 輪胎測試及車輛調校經驗，這些對索伯车队車隊來說都是無形的財富。不過，馬薩在F1 的首個賽季并不順利，僅在三場大獎賽上拿到4 分的成績，始終無法取得索伯的滿意。 2002 賽季結束後，車隊與他結束了合同。對當時的馬薩來說，這是沉重的打擊，“他們一方面說我很有競爭力，卻又在最後說再也不信任我了。我開始意識到我必須一步步重新贏得尊重”。
在法拉利車隊進行了一年的測試後， 马萨更加渴望證明他是一位有實力的車手。2004年他在五場比賽中都獲得了積分，並在年度車手積分榜上名列第十二位。該賽季马萨最引人注目的成績並不是他在比利時站拿下了第五名，而是在巴西閉幕站比賽中，他在家鄉父老的面前居然能夠處於領先的位置。2005年，马萨繼續留在索伯車隊，此時他已經不再是賽場上的新手了。雖然马萨在2005年賽季只拿下11分、排在所有參賽車手的第13位，但是他擊敗了世界冠軍隊友维伦纽夫。

### 法拉利（2006-2013）

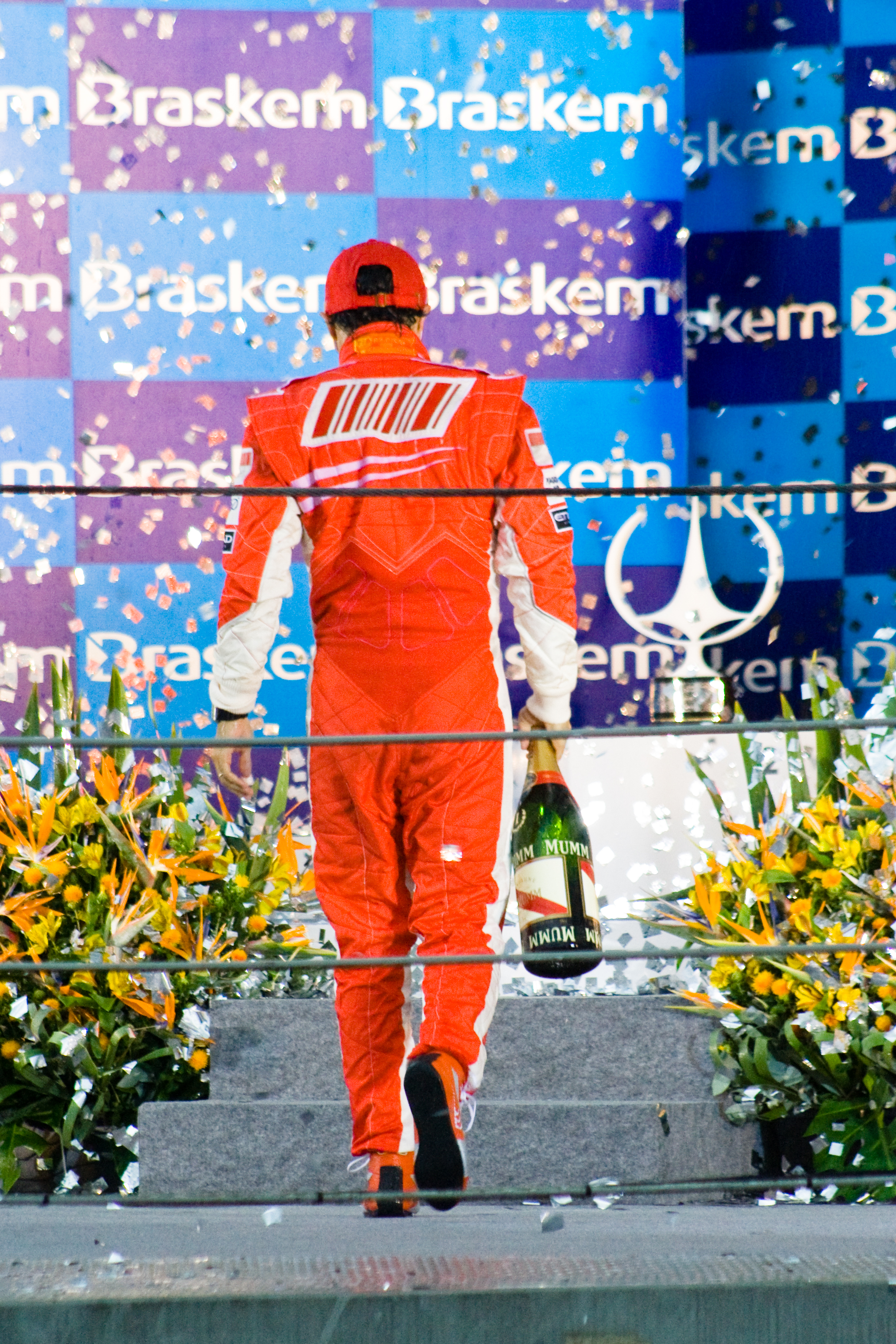
2008年巴西大奖赛，马萨在最后一圈痛失世界冠军后，在领奖台上落寞的背影

由於同胞鲁本斯·巴里切罗提前與法拉利車隊解約，马萨得以更快地加盟法拉利車隊，在2006年賽季成爲迈克尔·舒马赫的隊友。和德國車王并肩作戰很難說是一件好事，因為任誰在迈克尔·舒马赫的陰影下都難有出頭之日，然而马萨似乎並未受到輿論的過多干擾。他在整個2006賽季表現出了空前的穩定性，繼在土耳其站贏得生涯中首個分站冠軍後，又在巴西站的最後一役力挫群雄，在家鄉父老面前再次奪冠，並最終以80積分名列車手積分榜季軍，媒體紛紛將其冠以「年度進步最大車手」稱號。看來，將迈克尔·舒马赫看成教練而非對手，是马萨做得相當漂亮的一件事，而他也因此獲得了德國車王的格外關照。
2007賽季，馬薩先後在巴林及西班牙連勝兩場。在加拿大比賽中，因為在離開維修站时闯红灯，最後被取消該場比賽資格。其後後土耳其站再勝1場，在車手榜排行第4。賽季過後，他獲法拉利車隊將合約延長至2010年。
2008赛季，马萨与迈凯伦车手刘易斯·汉密尔顿进行了激烈的角逐。在最后一站巴西大奖赛中，马萨全程领先，倒数第二圈时，汉密尔顿被维特尔超越跌落至第六。此前两人的分差为7分，假如马萨以此成绩获胜，他将在总积分榜上追平汉密尔顿，并借助分站赛冠军数量的优势成为世界冠军。然而戏剧性的一幕出现在最后一圈。丰田车手格洛克由于此前并未进站更换雨胎，在路面发生打滑，這使得汉密尔顿顺利超越以第五名的成绩完赛。这样汉密尔顿就以1分的优势险胜马萨从而获得f1年度车手总冠军。馬薩在最後一場比賽的最後一個彎角輸給了汉密尔顿一分。格洛克的这一事件并非故意为之，但依然有报道怀疑其中的真实性。
2009赛季，匈牙利大奖赛的排位赛第二阶段，由于一个从鲁本斯·巴里切罗车上掉下来的一个减震器组件，（一个金属弹簧，大约有800克重），以大约280公里每小时的速度击穿马萨的头盔。马萨瞬间失去意识，并以150公里的时速径直撞向赛道边上的轮胎墙。事故导致他眉骨受伤，弹簧嵌入颅骨内，并有严重的脑震荡。经过两个小时的手术，医生在他的眼窝里取出一块骨头碎片。雖然在賽季結束前趕及康復，但是車隊沒有再讓他冒險。2009賽季的瓦倫西亞大獎賽，馬薩決定復出。
2010年赛季，馬萨復出后，在巴林大獎賽取得亞軍，再於澳大利亞大獎賽取得季軍。之後在馬來西亞、中國、西班牙及摩納哥站連續四站賽事獲得積分。在德國站中處於車手積分榜領先位置，但是由於涉嫌讓隊友费尔南多·阿隆索勝出退守亞軍。他否認車隊曾向他發出車隊指令。這次風波雖然沒有被罰名次，但車隊車隊被重罰10万美元。
2013年9月11日，馬薩在自己的推特宣布2014年自己將離開法拉利車隊。他在自己的 Twitter 上說:“自2014年起我將不再為法拉利車隊效力”。此後，法拉利宣佈將由芬蘭車手萊科寧代替馬薩參加比賽。

### 威廉姆斯（2014-2017）
东八区时间2013年11月12日，一级方程式老牌车队威廉姆斯车队官方宣布马萨将在下赛季代替现在车队旗下的委内瑞拉车手帕斯托·马尔多纳多，他将与芬兰车手瓦尔特利·博塔斯搭档2014赛季的比赛。
2016年9月2日，马萨在意大利大獎賽期间召开发布会宣布本赛季结束后将退役。但是在赛季结束后，由于队友瓦尔特利·博塔斯被梅赛德斯车队选入，威廉姆斯宣布与马萨再续一年合约，他替代博塔斯离开的空缺，参加2017年的一级方程式比赛。
2017賽季進入下半程以來，威廉姆斯車隊提前確定了新秀斯特羅爾2018賽季的正式車手位置，另一個正式車手位置將從馬薩、庫比卡、迪雷斯塔，以及剛剛被紅牛車隊拋棄的科維亞特之間競爭產生。而“年事已高”的馬薩看起來希望渺茫，退役決定並不意外。2017年11月4日，马萨宣布在赛季结束后从一级方程式退役，結束了他15個賽季的F1生涯。馬薩在聲明中寫道：“我很高興與威廉姆斯車隊度過了四個偉大的賽季，然而我的F1生涯將在本賽季結束。我將帶著太多偉大的記憶去準備巴西站和阿布扎比站，我期待我能以高昂的方式結束，並且準備我生涯中新的一章。”

## 電動方程式

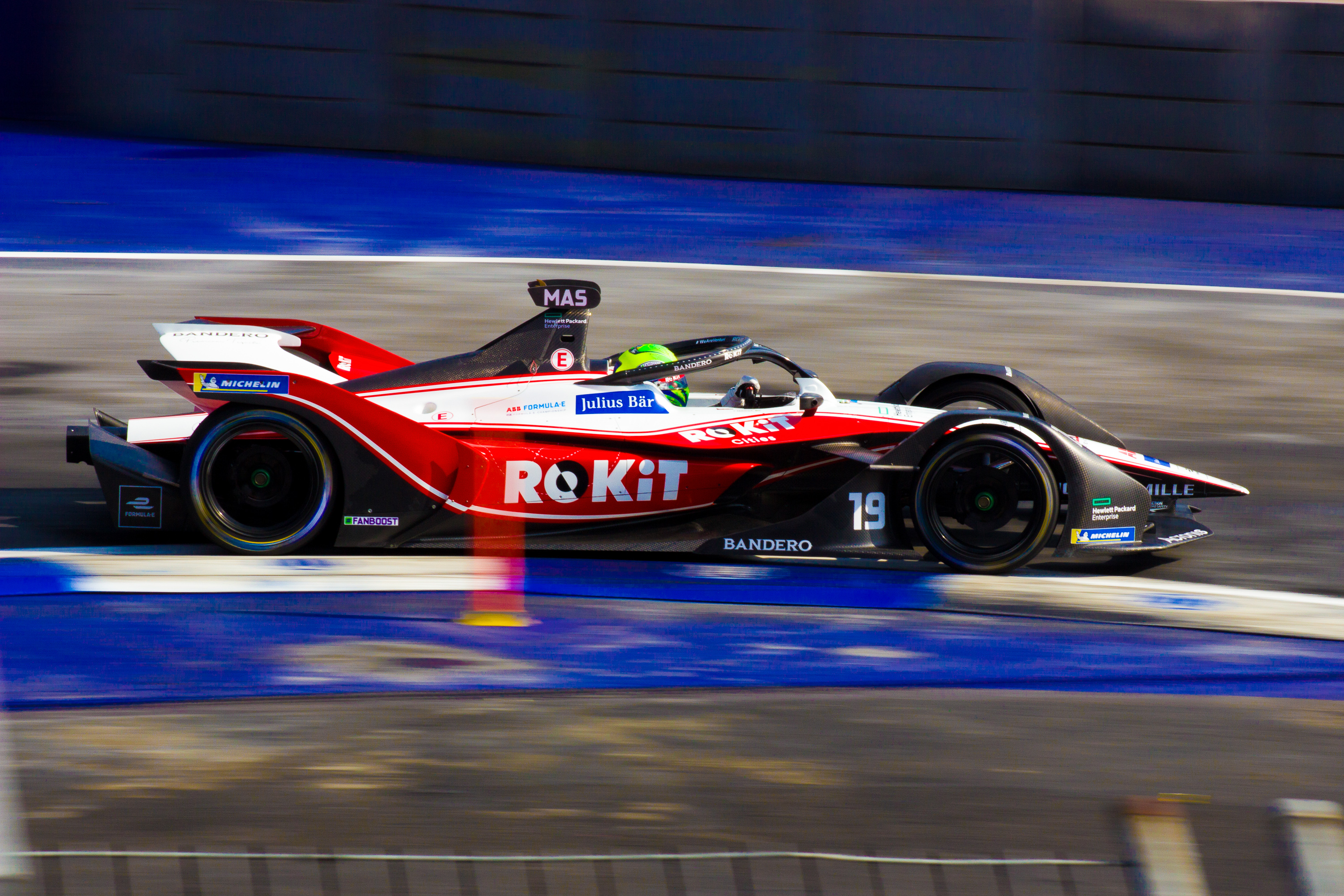
馬薩駕駛電動方程式賽車

2018年4月，马萨宣佈參加電動方程式賽事，將效力文圖里車隊三个赛季。
2019年5月，在FE摩納哥站，馬薩獲得了他在FE的第一個領獎臺。他從第四位發車，起跑階段就超越了馬恆達車隊的維爾萊茵，在接下來的幾十圈米賽中與前兩名車手爭奪分站冠軍，但最終獲得季軍。這次領獎臺來之不易。馬薩不僅要管理電池，還要擋住身後車手的進攻。“最好的事情是真正結束比賽后，看著我的兒子，他尖叫著。比賽結束後，我看到了我的老闆 Gildo Pastor 和他只是哭著說：‘非常感謝你成為我隊的一員。’我很高興，語言難以形容！”
2020年8月，文图里车队宣布提前结束与马萨的合约。但两者的合约原本于2021年赛季后结束。

## 比賽成績
(图例)粗體為桿位出賽，斜體為最快圈速
| 年份 | 車隊             | 車架              | 引擎                          | 1      | 2      | 3       | 4       | 5      | 6      | 7      | 8      | 9      | 10     | 11     | 12     | 13     | 14     | 15    | 16     | 17      | 18       | 19     | 20       | 21   | 排名 | 分數 |
| ---- | ---------------- | ----------------- | ----------------------------- | ------ | ------ | ------- | ------- | ------ | ------ | ------ | ------ | ------ | ------ | ------ | ------ | ------ | ------ | ----- | ------ | ------- | -------- | ------ | -------- | ---- | ---- | ---- |
| 2002 | 索伯馬石油車隊   | 索伯C21           | 馬石油02A 3.0V10              | 澳 Ret | 馬 6   | 巴 Ret  | 聖 8    | 西 5   | 奧 Ret | 摩 Ret | 加 9   | 歐 6   | 英 9   | 法 Ret | 德 7   | 匈 7   | 比 Ret | Ret   | 美     | 日 Ret  |          |        |          |      | 第13 | 4    |
|      |                  |                   |                               |        |        |         |         |        |        |        |        |        |        |        |        |        |        |       |        |         |          |        |          |      |      |      |
| 2004 | 索伯馬石油車隊   | 索伯C23           | 馬石油04A 3.0V10              | 澳 Ret | 馬 8   | 巴林 12 | 聖 10   | 西 9   | 摩 5   | 歐 9   | 加 Ret | 美 Ret | 法 13  | 英 9   | 德 13  | 匈 Ret | 比 4   | 12    | 中 8   | 日 9    | 巴西 8   |        |          |      | 第12 | 12   |
| 2005 | 索伯馬石油車隊   | 索伯C24           | 馬石油05A 3.0V10              | 澳 10  | 馬 10  | 巴林 7  | 聖 10   | 西 11  | 摩 9   | 德 14  | 加 4   | 美 DNS | 法 Ret | 英 10  | 歐 8   | 匈 14  | 土 Ret | 9     | 比 10  | 巴西 11 | 日 10    | 中 6   |          |      | 第13 | 11   |
| 2006 | 法拉利車隊萬寶路 | 法拉利248 F1      | 法拉利056 2.4 V8              | 巴林 9 | 馬 5   | 澳 Ret  | 聖 4    | 歐 3   | 西 4   | 摩 9   | 英 5   | 加 6   | 美 2   | 法 3   | 德 2   | 匈 7   | 土 1   | 9     | 中 Ret | 日 2    | 巴西 1   |        |          |      | 季軍 | 80   |
| 2007 | 法拉利車隊萬寶路 | 法拉利法拉利F2007 | 法拉利056 2.4 V8              | 澳 6   | 馬 5   | 巴林 1  | 西 1    | 摩 3   | 加 DSQ | 美 3   | 法 2   | 英 5   | 歐 2   | 匈 13  | 土 1   | Ret    | 比 2   | 日 6  | 中 3   | 巴西 2  |          |        |          |      | 第4  | 94   |
| 2008 | 法拉利車隊萬寶路 | 法拉利F2008       | 法拉利056 2.4 V8              | 澳 Ret | 馬 Ret | 巴林 1  | 西 2    | 土 1   | 摩 3   | 加 5   | 法 1   | 英 13  | 德 3   | 匈 Ret | 欧 1   | 比 1   | 6      | 新 13 | 日 7   | 中 2    | 巴西 1   |        |          |      | 亚軍 | 97   |
| 2009 | 法拉利車隊萬寶路 | 法拉利F60         | 法拉利056 2.4 V8              | 澳 Ret | 馬 9   | 中 Ret  | 巴林 14 | 西 6   | 摩 4   | 土 6   | 英 4   | 德 3   | 匈 DNS | 欧     | 比     |        | 新     | 日    | 巴西   | 阿      |          |        |          |      | 第11 | 22   |
| 2010 | 法拉利車隊萬寶路 | 法拉利法拉利F10   | 法拉利056 2.4 V8              | 巴 2   | 澳 3   | 馬 7    | 中 9    | 西 6   | 摩 4   | 土 7   | 加 13  | 欧 11  | 英 15  | 德 2   | 匈 4   | 比 4   | 3      | 新 8  | 日 Ret | 韩 3    | 巴西 15  | 阿 10  |          |      | 第6  | 144  |
| 2011 | 法拉利車隊萬寶路 | 法拉利150° Italia | 法拉利056 2.4 V8              | 澳 7   | 馬 5   | 中 6    | 土 11   | 西 Ret | 摩 Ret | 加 6   | 欧 5   |        |        |        |        |        |        |       |        |         |          |        |          |      | 第6  | 118  |
| 2011 | 法拉利車隊       | 法拉利150° Italia | 法拉利056 2.4 V8              |        |        |         |         |        |        |        |        | 英 5   | 德 5   | 匈 6   | 比 8   | 6      | 新 9   | 日 7  | 韩 6   | 印 Ret  | 阿 5     | 巴西 5 |          |      | 第6  | 118  |
| 2012 | 法拉利車隊       | 法拉利F2012       | 法拉利056 2.4 V8              | 澳 Ret | 馬 15  | 中 13   | 巴林 9  | 西 15  | 摩 6   | 加 10  | 欧 16  | 英 4   | 德 12  | 匈 9   | 比 5   | 4      | 新 8   | 日 2  | 韩 4   | 印 6    | 阿 7     | 美 4   | 巴西 3   |      | 第7  | 122  |
| 2013 | 法拉利車隊       | 法拉利F138        | 法拉利056 2.4 V8              | 澳 4   | 马 5   | 中 6    | 巴林 15 | 西 3   | 摩 Ret | 加 8   | 英 6   | 德 Ret | 匈 8   | 比 7   | 4      | 新 6   | 韩 9   | 日 10 | 印 4   | 阿 8    | 美 12    | 巴西 7 |          |      | 第8  | 112  |
| 2014 | 威廉斯馬丁尼車隊 | 威廉斯FW36        | 梅賽德斯PU106A Hybrid 1.6 V6t | 澳 Ret | 马 7   | 巴林 7  | 中 15   | 西 13  | 摩 7   | 加 12† | 奥 4   | 英 Ret | 德 Ret | 匈 5   | 比 13  | 3      | 新 5   | 日 7  | 俄 11  | 美 4    | 巴西 3   | 阿 2   |          |      | 第7  | 134  |
| 2015 | 威廉斯馬丁尼車隊 | 威廉斯FW37        | 梅賽德斯PU106B Hybrid 1.6 V6t | 澳 4   | 马 6   | 中 5    | 巴林 10 | 西 6   | 摩 15  | 加 6   | 奥 3   | 英 4   | 匈 12  | 比 6   | 3      | 新 Ret | 日 17  | 俄 4  | 美 Ret | 墨 6    | 巴西 DSQ | 阿 8   |          |      | 第6  | 121  |
| 2016 | 威廉斯馬丁尼車隊 | 威廉斯FW38        | 梅賽德斯PU106C Hybrid 1.6 V6t | 澳 5   | 巴林 8 | 中 6    | 俄 5    | 西 8   | 摩 10  | 加 Ret | 歐 10  | 奥 20† | 英 11  | 匈 18  | 德 Ret | 比 10  | 9      | 新 12 | 马 13  | 日 9    | 美 7     | 墨 9   | 巴西 Ret | 阿 9 | 第11 | 53   |
| 2017 | 威廉斯馬丁尼車隊 | 威廉斯FW40        | 梅賽德斯 M08 EQ Power+ V6t    | 澳 6   | 中 14  | 巴林 6  | 俄 9    | 西 13  | 摩 9   | 加 Ret | Ret    | 奥 9   | 英 10  | 匈 WD  | 比 8   | 8      | 新 11  | 马 9  | 日 10  | 美 9    | 墨 11    | 巴西 7 | 阿 10    |      | 第11 | 43   |

‡由於未能完成原定賽程的75%，車手只有一半分數。
†未完赛，但已完成赛事总里程的90%。
（来源：GP Racing  Stats （页面存档备份，存于））

## 人物評價
- 馬薩2002年就代表索伯車隊出場。彼德-索伯表示他表示：“儘管馬薩還很年輕，但他已經不能算是F1的新手了。馬薩有技術，他的速度非常快，我相信他能幫助我們的車隊取得進步。經過了在法拉利車隊的訓練，我相信他的進步更大了。”[22]
- 有媒体评价 “法拉利今天絕對是賽場的勝利者，......巴西人在2008賽季收官戰上表現無可挑剔。自始至终馬薩絲毫沒有受到任何的威脅，他一直都是按照自己的節奏在跑，當他知道自己以1分之差失落於世界冠軍的爭奪時，馬薩仍然相當勇敢且具風度，強忍淚水向到達現場支持自己的家鄉車迷致謝。馬薩的表現的確證明了他是真英雄。即使是未能成功奪冠，他仍是最值得一讚的。“[23]